# Trastorno hidroelectrolítico
Los trastornos hidroelectrolíticos son todas aquellas alteraciones del contenido corporal de agua o electrolitos en el cuerpo humano. Se clasifican según sean por defecto o por exceso. Sus causas son diversas, y se agrupan en función de la causa que las produce:
- aumento del aporte,
- alteración de la distribución o
- disminución de la excreción

Los trastornos hidroelectrolíticos graves o prolongados pueden conducir a problemas cardiacos, alteraciones neuronales, mal funcionamiento orgánico y, en última instancia, la muerte.
Los electrolitos juegan un papel vital en el mantenimiento de la homeostasis dentro del cuerpo. Ayudan a regular las funciones del miocardio y neurológicas, el balance de líquido, la entrega de oxígeno, el equilibrio ácido-base y mucho más. Los disturbios electrolíticos más serios implican anormalidades en los niveles de sodio, potasio, o calcio. Otros desequilibrios del electrolito son menos comunes, y a menudo ocurren conjuntamente.
La especialidad médica encargada de estudiar y corregir estas alteraciones es la nefrología, dado que el riñón es el órgano principal de mantener la homeostasis o equilibrio de todas estas sustancias.

## Nomenclatura
Hay una nomenclatura estándar para los desórdenes electrolíticos:
1. El nombre comienza con un prefijo que denota si el electrolito está elevado («hiper-») o disminuido («hipo-»).
2. La raíz de la palabra indica el nombre del electrolito.
3. El nombre termina con el sufijo «-emia», que significa «en la sangre». Esto no implica que la alteración sea exclusivamente sanguínea, ya que usualmente los trastornos hidroelectrolíticos son patologías sistémicas. Sin embargo, puesto que se detecta usualmente en la prueba de sangre, se ha desarrollado esta convención.

## Tipos de trastornos hidroelectrolíticos
Las principales alteraciones hidroelectrolíticas son las siguientes:
- Por alteración del agua : deshidratación e hipervolemia (edema).
- Por alteración del sodio: hiponatremia e hipernatremia.
- Por alteración del potasio: hipopotasemia e hiperpotasemia.
- Por alteración del cloro: hipocloremia e hipercloremia.
- Por alteración del calcio: hipocalcemia e hipercalcemia.
- Por alteración del fósforo: hipofosfatemia e hiperfosfatemia.
- Por alteración del magnesio: hipomagnesemia e hipermagnesemia.
- Por alteraciones del equilibrio ácido-base: acidosis y alcalosis.

## Profundización en los Trastornos de Potasio y Magnesio

### Impacto Integral de los Trastornos de Potasio y Magnesio
Más allá de los síntomas agudos, un desequilibrio crónico en electrolitos clave como el potasio y el magnesio puede tener repercusiones significativas en la calidad de vida y en diversos sistemas corporales. La deficiencia de potasio (hipopotasemia) no solo se asocia con calambres musculares y debilidad, sino que estos síntomas neuromusculares pueden interferir notablemente con el descanso nocturno y el bienestar general del individuo.
De manera similar, la deficiencia de magnesio (hipomagnesemia), fundamental para la regulación de la excitabilidad neuronal, puede ir más allá de los calambres musculares y manifestarse como una hiperexcitabilidad del sistema nervioso central. Esto puede resultar en síntomas como irritabilidad, ansiedad, dolores de cabeza, dificultad para concentrarse, alteraciones del estado de ánimo e insomnio (frecuentemente asociado a calambres y espasmos nocturnos), afectando profundamente la función cognitiva y la calidad del sueño.

### Importancia del Balance y Consecuencias del Desequilibrio
La comprensión del balance integral entre electrolitos como el sodio, el potasio y el magnesio es crucial. Sus interacciones influyen en la función cardiovascular, neuromuscular y neurológica, siendo un factor determinante en la salud general y el bienestar. Un enfoque que solo considere un electrolito de forma aislada puede obviar las complejas interacciones que conducen a síntomas crónicos y un deterioro de la calidad de vida. Reconocer la importancia de este equilibrio permite una mejor comprensión y manejo de diversas condiciones de salud.